# Kurt Tärnlund
Kurt Gösta Tärnlund, född 23 februari 1936 i Stockholm Sofia, död 25 oktober 2013, var en svensk tecknare, målare och teckningslärare.  
Tärnlund utexaminerades från Teckningslärarinstitutet vid Konstfackskolan 1966. Han var vid sidan av tjänstgöring som teckningslärare verksam som konstnär. Han medverkade i Liljevalchs Stockholmssalonger på 1960-talet och ett flertal samlingsutställningar.